# Antoine Baptiste Aymare de Camy
Antoine Baptiste Aymare de Camy est un homme politique français né le 24 mars 1774 à Gourdon (Lot) et décédé le 2 août 1834 à Gourdon.
Candidat officiel du gouvernement, il est député du Lot de 1824 à 1827, siégeant dans la majorité.

## Sources
- « Antoine Baptiste Aymare de Camy », dans Adolphe Robert et Gaston Cougny, Dictionnaire des parlementaires français, Edgar Bourloton, 1889-1891 [détail de l’édition]